# Marie-Anne d'Autriche (1606-1646)
Pour les articles homonymes, voir Marie-Anne d'Autriche.
Marie-Anne d'Autriche, infante d'Espagne, née à Madrid le 18 août 1606, morte à Linz le 13 mai 1646, est impératrice du Saint-Empire, reine de Germanie, de Bohême et de Hongrie et archiduchesse d'Autriche par son mariage avec Ferdinand III du Saint-Empire.

## Biographie

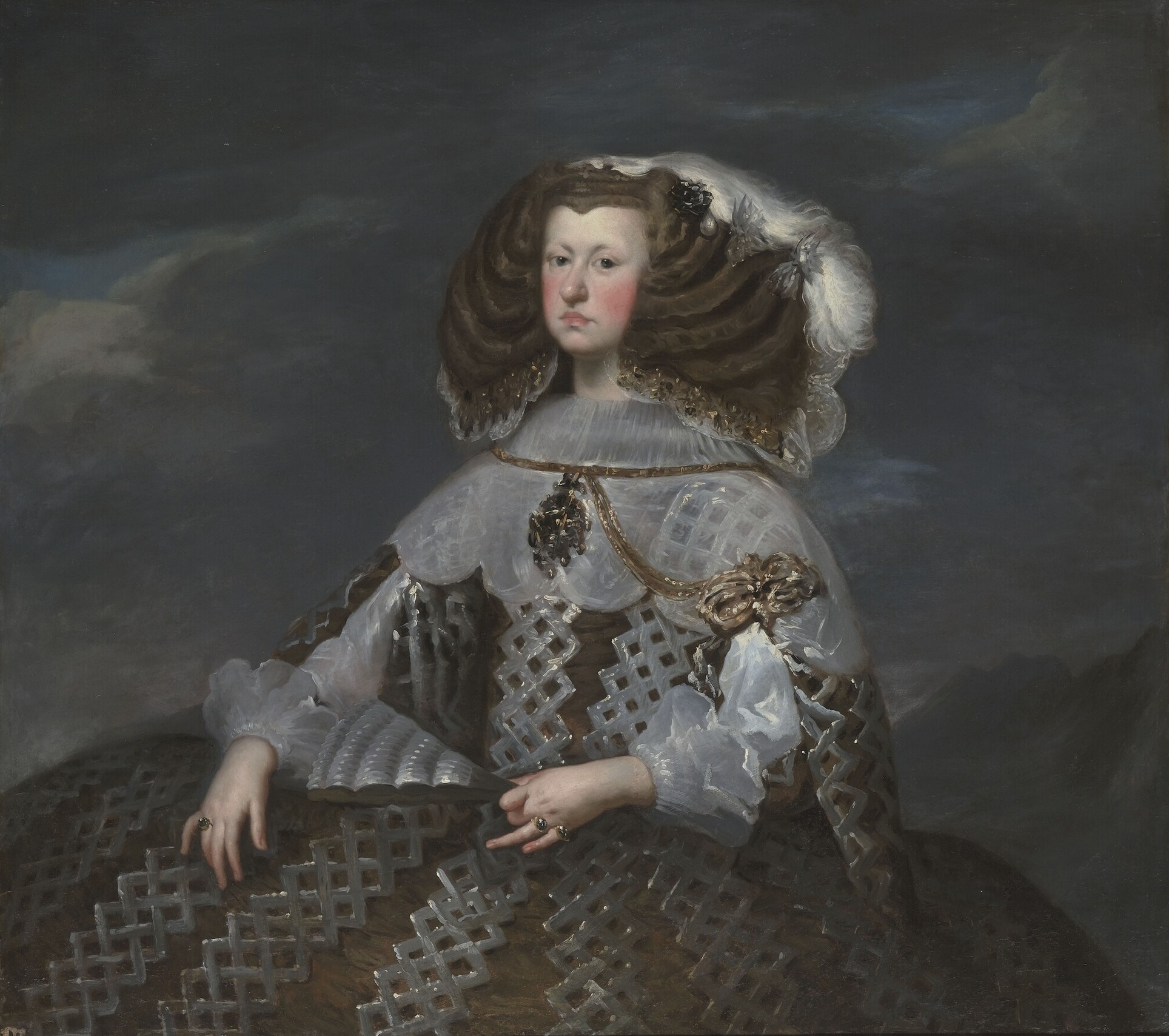
Marie-Anne d'Autriche, reine d'Espagne, fille de Marie-Anne

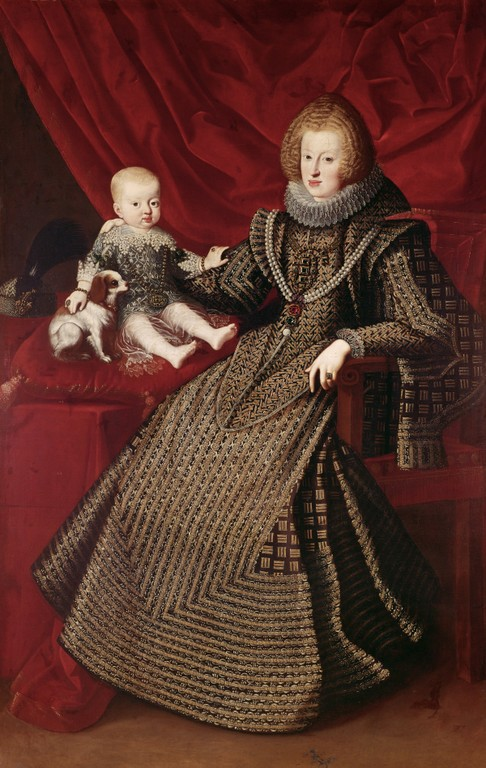
Marie-Anne d'Autriche avec son fils aîné, Ferdinand-François, par Frans Luycx (1634).

Elle est la fille du roi Philippe III d'Espagne et de Marguerite d'Autriche-Styrie. Elle est donc la sœur du roi Philippe IV d'Espagne et de la reine de France, Anne d'Autriche.En 1623, le duc de Buckingham, favori du roi d'Angleterre, entreprend un voyage de Londres à Madrid pour tenter d'arranger son mariage avec le prince de Galles, fils de Jacques Ier d'Angleterre et futur Charles Ier d'Angleterre. Mais le mariage ne fut pas conclu. Sur le conseil de la reine, Elisabeth de France, Buckingham fera épouser au Prince de Galles sa plus jeune sœur, la princesse Henriette Marie de France, fille du roi Henri IV de France.
Promise à l'empereur Ferdinand III, elle effectue un long voyage de 14 mois, des plus hasardeux, pour rejoindre son futur époux, traversant la Méditerranée pour débarquer à Naples (où Diego Vélasquez a ainsi l'occasion de réaliser son portrait), et remonter de là toute l'Italie jusqu'en Autriche, et ce dans une Europe déchirée par la Guerre de Trente Ans. 
Parvenue à Trieste, elle est solennellement remise par sa suite espagnole à l'archiduc Léopold-Guillaume, alors évêque de Strasbourg, Passau et Halberstadt, frère de son futur mari, qui l'épouse par procuration, au nom de l'Empereur, dans cette ville le 26 janvier 1631, et la conduit ensuite jusqu'à Vienne, où elle est unie à l'empereur Ferdinand III (son cousin germain: Charles II d'Autriche-Styrie et Marie-Anne de Bavière étaient leurs grands-parents communs), en personne cette fois. Les festivités se poursuivent un mois durant.
Les époux forment aussitôt un ménage extrêmement uni. L'impératrice, d'un caractère enjoué, aimable, est aussi très intelligente, et devient immédiatement la conseillère avisée et très écoutée de son mari, qu'elle accompagne fréquemment dans ses déplacements. Elle exerce également plusieurs fois la Régence durant les absences de l'Empereur, souvent sur les champs de bataille. D'une manière générale, la nature gaie et équilibrée de Marie-Anne compense les accès de mélancolie de l'Empereur, souffrant périodiquement d'un tempérament qu'on appellerait aujourd'hui « maniaco-dépressif ».
En 1646, la Guerre de Trente Ans qui fait toujours rage amène les combats à se rapprocher dangereusement de Vienne. La famille impériale part donc se réfugier à Linz. L'impératrice, qui va sur ses trente-huit ans, est enceinte pour la sixième fois, et près d'accoucher. Ce voyage l'éprouve dangereusement, sa grossesse se complique et à peine arrivée à Linz, prise d'une forte fièvre et d'hémorragies, Marie-Anne meurt subitement. L'enfant, une fille, est toutefois mis au monde par césarienne quelques instants après la mort de sa mère, mais ne lui survit que de quelques heures. L'impératrice et sa fille sont ramenées à Vienne et ensevelies dans le même tombeau. 
Marie-Anne d'Autriche avait donné six enfants à son époux :
- Ferdinand-François (1633-1654), élu par la Diète « Roi de Germanie » en 1653 (c'est-à-dire héritier officiel du Saint-Empire), mais qui meurt un an plus tard, avant son père, et n'aura donc pas régné ;
- Marie-Anne (1634-1696), mariée en 1649 à son oncle Philippe IV d'Espagne ;
- Philippe-Auguste (1637-1639) ;
- Maximilien-Thomas (1638-1639) ;
- Léopold (1640-1705), futur empereur Léopold Ier ;
- Marie (1646-1646).

L'empereur se remarie deux fois, d'abord (1648) à sa cousine Marie-Léopoldine de Tyrol, puis (1651) à Éléonore de Gonzague-Mantoue.